# زلیموو
زلیموو (به لاتین: Zelimovo) یک منطقهٔ مسکونی در روسیه است که در باشقیرستان واقع شده‌است.